# قانون پیش‌پاافتادگی
قانون پیش‌پاافتادگی پارکینسون (به انگلیسی: Parkinson's law of triviality) قاعده‌ای از سیریل نورث‌کوت پارکینسون در سال ۱۹۵۷ است که می‌گوید اعضای یک سازمان به طرز نامتناسبی به مسائل پیش‌پاافتاده و جزئی اهمیت می‌دهند. پارکینسون این مثال را ذکر می‌کند که کمیته‌ای فرضی با وظیفهٔ تصویب طرح‌های ساختن یک نیروگاه هسته‌ای، عمدهٔ وقتش را صرف بررسی موضوعات نسبتاً نامهم ولی آسان برای همه می‌کند، از قبیل پرداختن به این مسئلهٔ ناچیز که از چه موادی برای ساخت پارکینگ دوچرخه‌های کارکنان استفاده کنند، و در عوض از بررسی طراحی خود نیروگاه غفلت می‌کند که از قضا کاری به‌مراتب مهم‌تر، سخت‌تر، و پیچیده‌تر است. او نشان داد که زمانی‌که صرف هر موضوع مرتبط با طرح می‌شد، نسبت معکوس با میزان بودجه‌اش داشت. دربارهٔ امضای قرارداد ده میلیون پوندی ساخت رآکتور ظرف ۲٫۵ دقیقه گفتگو تصمیم‌گیری شد، اما کمیته روی پارکینگ دوچرخه ۴۵ دقیقه بحث کرد تا میان پارکینگ بهتر و راحت‌تر یا ساده‌تر و ارزان‌تر تصمیم بگیرد، حال آن‌که فرق دو حالت حدود ۵۰ پوند بود.